# 藤麻理亜
藤 麻理亜（ふじ まりあ、1997年4月29日 - ）はNHK富山放送局契約キャスター、元女性ファッションモデル。元ライジングプロダクション所属。同事務所の新人プロジェクトNEXT GENERATIONのメンバーの一人。

## 来歴・略歴
東京都出身。
2010年、ファッション雑誌『ニコラ』の第14回ニコラモデルオーディションでグランプリを獲得し芸能活動を始める。

### ニコラモデルとして
2010年10月号から『ニコラ』の専属モデルとして登場。
2011年1月号で初表紙、この号の表紙は中山絵梨奈、古畑星夏、池田エライザ、福本エミ、春川芽生、松井愛莉、田中若葉、藤田ニコル、藤麻理亜、三瓶みなみの10名。
三瓶みなみとは藤三というコンビを組む
2011年4月よりニコラネット内ニコ☆ログの担当となる。
2011年7月号で初の海外ロケに参加。この年は古畑星夏、田中若葉、藤麻理亜、飯豊まりえの4名が参加した。
2012年7月号では昨年に続き海外ロケに参加。この年は古畑星夏、藤麻理亜、中川可菜、高嶋芙佳の4名が参加した。
2012年9月号にて飯豊まりえ、田中若葉、中川可菜と新ユニット「ニコラ盛り上げ隊」を結成し、「NEXTニコモユニット総選挙!」にエントリー。11月号にて同企画の人気発表にて1位に選ばれたことを発表し、読者からユニット名を募集、12月号にてユニット名が「TiFN★」に決定した。
2012年10月号から2013年5月号まで連載企画「マリアのカラフルDays」があった。
2013年5月号より、古畑星夏の卒業に伴い、2013年度ニコラクラブ（及び9代目プリ部）部長に就任。
2013年7月号では3年連続で海外ロケに参加。この年は藤麻理亜、飯豊まりえ、小山内花凜、大谷凜香の4名が参加した。また、飯豊まりえとの連載企画「マリマリにまっかせなさいーい」がスタート。
なお、この企画は卒業時まであった。
2014年5月号を持って卒業。表紙掲載回数は13回であった。
2014年11月よりSeventeenの専属モデルとなった。
2016年4月30日発売の6月号でSeventeenの専属モデルを卒業。
2024年6月から、NHK富山放送局でキャスターをしている。

## 出演

### バラエティ番組
- 原宿キラキラ学院（2012年4月1日 - 6月3日、テレビ東京）
- ようこそ!東池袋ヒマワリ荘（2012年7月4日 - 9月26日、日本テレビ）[リンク切れ]

### テレビドラマ
- ほっとけない魔女たち（2014年9月29日 - 31日[要検証 – ノート]、東海テレビ） - 藤井聖子 役

### 映画
- 通学シリーズ 通学電車（2015年11月7日）
- 通学シリーズ　通学途中（2015年11月21日）
- 威風堂々〜奨学金って言い方やめてもらっていいですか?〜（2024年8月30日）[5]

### CM
- 任天堂 nintendogs + cats（2011年11月24日、アクセサリー 篇 / グッズ 篇 / なめる 篇 / 芸 篇 / 写真 篇） - ニコモの古畑星夏、泉はると共演
- 住友商事　クラッシィハウス（2013年1月-、「家族」篇）

### ミュージックビデオ
- Shout it Out「17歳」（2015年4月22日公開）

### イベントなど
- ニコラ読者開放日
- NTTドコモ 2011 - 2012 冬春モデル 新商品・新サービス発表会（2011年10月18日）

### 舞台
- 夕-ゆう-（2023年6月30日 - 7月9日〈予定〉、シアターサンモール） - 高橋薫 役[6]

## 書籍

### 雑誌
- ニコラ（2010年10月号 - 2014年5月号、新潮社）専属モデル
- Seventeen （2014年11月号 -　2016年6月号、集英社) 専属モデル

### カタログ
- docomo STYLE series F-06D Girls'（2012年）
- ナルミヤ・インターナショナル Lovetoxic（2011年[7] - ） - イメージモデル
- このみ「arCONOMi」（2012年[8] - ） - カタログモデル
- 千總　ふりそで夢立花　2013COLLECTION(2013年-） - カタログモデル

### 小説
- 合法ストーカー 彼の隣は…緊張しすぎて立てません(>_<) (2014年2月25日、小学館エンジェル文庫) - カバーモデル（表紙）